# Partició d'Irlanda

Un mapa que mostra la frontera terrestre entre la República d'Irlanda i Irlanda del Nord. 8 de desembre de 1922 després de la Guerra Anglo-Irlandesa (Tractat Angloirlandès)

La Partició d'Irlanda  (en irlandès, críochdheighilt na hÉireann) tingué lloc el 3 de maig de 1921, després de la promulgació de l'acta del Govern d'Irlanda de 1920.
El 6 de desembre de 1922, tota l'illa va esdevenir l'Estat Lliure d'Irlanda, però el 8 de desembre, se'n van segregar els sis comtats de l'Ulster de la zona orient de l'estat lliure, d'acord amb una votació.
Aquesta partició va crear dos estats a l'illa d'Irlanda, a saber, Irlanda del Nord i d'Irlanda del Sud, (l'anomenada República d'Irlanda en l'actualitat).
La reclamació dels irlandesos és que van ser les "Cambres" del Nord "Ulster" (comunitat unionista) les que van votar per a dividir el petit territori de l'Ulster, no el parlament. La província tradicional de l'Ulster és més gran que el petit territori actual, amb nou comtats: Donegal, Monaghan, Cavan, Fermanagh, Tyrone, Derry, Armagh, Dún i Antrim. Avui en dia, els tres primers en formen part de la República d'Irlanda, i els sis restants es troben en el petit territori del nord que encara forma part del Regne Unit.